# (14074) Riccati
(14074) Riccati (1996 NS) – planetoida z pasa głównego asteroid okrążająca Słońce w ciągu 5,32 lat w średniej odległości 3,05 j.a. Odkryta 11 lipca 1996 roku.